# Piumoc
El piumoc o sac d'ossos és un embotit sec de porc.

## Història
El piumoc és un embotit tradicional que s’elaborava a les cases de pagès de les comarques gironines. A Tortellà, se’n solia fer durant l’època de collita de les faves, cap a final d’abril, i s’emprava per substituir el costelló de porc en els tradicionals guisats de faves de la vila. Hi ha notícies que també s’elaborava fora de la Garrotxa, concretament a la Selva. Actualment, només una empresa de Tortellà –especialitzada en fer embotits tradicionals-- elabora aquest producte de manera industrial.
Tradicionalment el piumoc era un embotit de l'àmbit domèstic rural. S'elaborava a les cases de pagès d'una zona força gran que anava des d'Olot fins a Banyoles i vers el sud fins a Santa Coloma de Farners (la Selva). Avui en dia, però només es fa a Tortellà, a la Garrotxa.

## Preparació
Antigament es preparava amb ossos triturats i carn del costelló de porc, posteriorment salats i empebrats. La barreja es deixava reposar uns dies. Després s'embotia bé farcint la bufeta urinària d'un porc i es deixava assecar durant tres setmanes en un rebost.
El piumoc pertany a la família dels embotits secs. En la seva forma de preparació actual, és un producte de textura granulosa i sabor molt intens, amb una mida que oscil·la entre els 30 i 50 cm i un diàmetre d’entre 55 i 65 mm. D’aspecte, s’assembla a una llonganissa. S’elabora trossejant els ossos i la carn del costelló del porc, salant-los i empebrant-los, per després deixar reposar la mescla durant uns dies. Passat aquest temps, s’emboteix en una tripa culana de porc i es travessa l’embotit amb un cordill, que es passa pel seu voltant cada 5 cm per tal que quedi ben premsat. Finalment, es trasllada a l’assecador, on hi roman entre 3 i 4 setmanes.

## Plats amb piumoc
El piumoc és un embotit que combina molt bé amb les faves i fesols. En alguns plats el piumoc pot substituir al costelló del porc. El piumoc es menja, bàsicament, cuit.
Se segueix incorporant als estofats de faves típics de la comarca, al costat de la botifarra negra i en substitució de la costella de porc. També hi ha qui se’l menja cru, però el fet d’estar format per ossos no el converteix en un embotit ideal per a aquesta forma de consum.

## Dita popular
Per petit que sigui el porc,
dotze llonganisses i un piumoc.